# Renate Krawielicki
Renate Krawielicki (* 1959 in Polen) ist eine deutsche Journalistin und ehemalige Nachrichtensprecherin des DDR-Fernsehens. Sie wurde durch ihre Rolle als Sprecherin der Aktuellen Kamera bis zur politischen Wende in der DDR und später durch ihre Tätigkeit bei verschiedenen öffentlich-rechtlichen Sendeanstalten in Deutschland bekannt.

## Leben und Karriere
Renate Krawielicki wurde 1959 in Polen geboren und besuchte die Arbeiter-und-Bauern-Fakultät „Walter Ulbricht“ in Halle an der Saale. Ab 1978 studierte sie an der Universität Poznań. In dieser Zeit wurde sie von der Stasi als IM „Jenny“ geführt, die sich um die „Absicherung der DDR-Studentendelegation“ kümmerte.
Nach ihrem Studium erhielt Krawielicki eine bis 1986 befristete Stelle als Assistentin an der Humboldt-Universität in Ost-Berlin und arbeitete an ihrer Dissertation über polnische Literatur im 18. Jahrhundert. Während dieser Zeit berichtete sie an die Stasi über polnische Schriftsteller.
Krawielicki begann ihre Karriere im Fernsehen als Sprecherin der Aktuellen Kamera in der DDR. Am 21. September 1989 teilte sie den DDR-Bürgern mit, dass die Oppositionsbewegung „Neues Forum“ eine „staatsfeindliche Plattform“ sei, und am 18. Oktober desselben Jahres verkündete sie die Nachricht, dass „Egon Krenz neuer Generalsekretär des Zentralkomitees der SED“ sei.
Nach der Wende arbeitete Krawielicki für den RBB und später als WDR-Redakteurin im Programmbereich Kultur und Wissenschaft. Sie betreute die „Servicezeit Familie“ und plante dort auch Sendungen.

## Kontroverse
Im Jahr 2009 wurden Dokumente in der Birthler-Behörde entdeckt, die Krawielicki mit der Stasi in Verbindung brachten. Laut Akten hatte sie sich im September 1978 handschriftlich verpflichtet, für die Stasi zu spitzeln. Unter dem Decknamen „Jenny“ lieferte sie handschriftliche Berichte an die Stasi und wurde laut Akte im April 1985 mangels Verwendungsmöglichkeit ausgemustert. Die Stasi notierte, dass IM „Jenny“ bereit sei, weiterhin mit dem Organ zusammenzuarbeiten und stets ehrlich und aufgeschlossen aufgetreten sei. Die Entdeckung der Dokumente stieß bei Kollegen und der Öffentlichkeit auf Entsetzen, und es gab Fragen zur Überprüfung der Stasi-Vergangenheit von Mitarbeitern öffentlich-rechtlicher Sendeanstalten.